# سيد سميث (لاعب كرة قدم أسترالية)
سيد سميث (بالإنجليزية: Syd Smith)‏ هو لاعب كرة قدم أسترالية أسترالي، ولد في 21 نوفمبر 1888، وتوفي في 29 يونيو 1954.

## وصلات خارجية
- سيد سميث على موقع AustralianFootball.com (الإنجليزية)
- سيد سميث على موقع AFLtables.com (الإنجليزية)